# Абденуз, Реда
Реда Абденуз (араб. رضا عبد النوز‎; род. 25 сентября 1968, Hussein Dey District, Алжир) — алжирский легкоатлет, специалист по бегу на средние дистанции. Выступал за сборную Алжира по лёгкой атлетике в 1987—1995 годах, чемпион Средиземноморских игр, трёхкратный чемпион Алжира, победитель и призёр ряда крупных международных стартов на дистанции 800 метров, участник двух летних Олимпийских игр.

## Биография
Реда Абденуз родился 25 сентября 1968 года в округе Хуссеин-Дей вилайета Алжир. Занимался лёгкой атлетикой в столице, выступал за местный клуб ERC Alger.
Первого серьёзного успеха на международном уровне добился в сезоне 1987 года, когда вошёл в состав алжирской сборной и выступил на домашнем панарабском чемпионате в Алжире, где выиграл бронзовую медаль в зачёте бега на 800 метров. Позднее в той же дисциплине стартовал на чемпионате мира в Риме, дошёл до четвертьфинала.
Благодаря череде успешных выступлений в 1988 году удостоился права защищать честь страны на летних Олимпийских играх в Сеуле, здесь в программе 800 метров остановился на стадии полуфиналов.
Будучи студентом, в 1989 году представлял Алжир на Всемирной Универсиаде в Дуйсбурге, где в дисциплине 800 метров пришёл к финишу четвёртым.
В 1990 году среди прочего стал серебряным призёром Мемориала братьев Знаменских в Москве, уступив на финише только советскому бегуну Андрею Суднику. Был вторым на Финале Гран-при ИААФ.
В 1991 году в беге на 800 метров одержал победу на Средиземноморских играх в Афинах, отметился выступлением на чемпионате мира в Токио.
Принимал участие в Олимпийских играх 1992 года в Барселоне — в финале программы 800 метров показал время 1:48.34, расположившись в итоговом протоколе соревнований на седьмой строке.
В 1993 году завоевал бронзовую награду на Средиземноморских играх в Лангедок-Руссильоне.
В 1994 году на Играх доброй воли в Санкт-Петербурге стал восьмым в беге на 800 метров, тогда как в беге на 1 милю сошёл с дистанции.
Завершил спортивную карьеру по окончании сезона 2000 года.